# Straßenpost

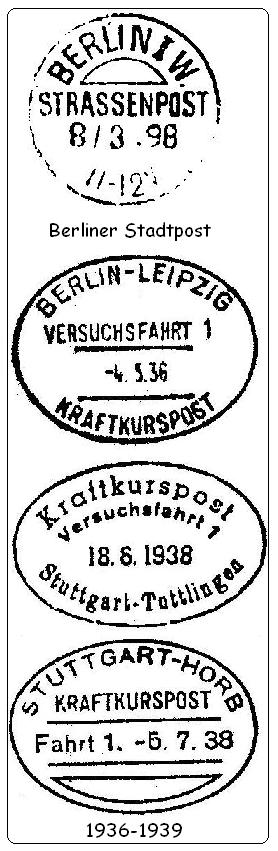
Straßenpoststempel

Straßenposten (fachsprachlich ‟Überlandposten mit Umarbeitung ÜpU”) waren besondere Beförderungseinrichtungen der deutschen Post. Sie dienten der Umarbeitung der zu transportierenden Sendungen auf die verschiedenen Postverteilerwege im LKW. Im Postbeförderungsdienst unterschied die Deutsche Bundespost zwischen Bahnposten, Luftposten, Schiffsposten und den Straßenposten. Dazu waren in die Lastkraftwagen Brieffachwerke eingebaut.

## Straßenposten

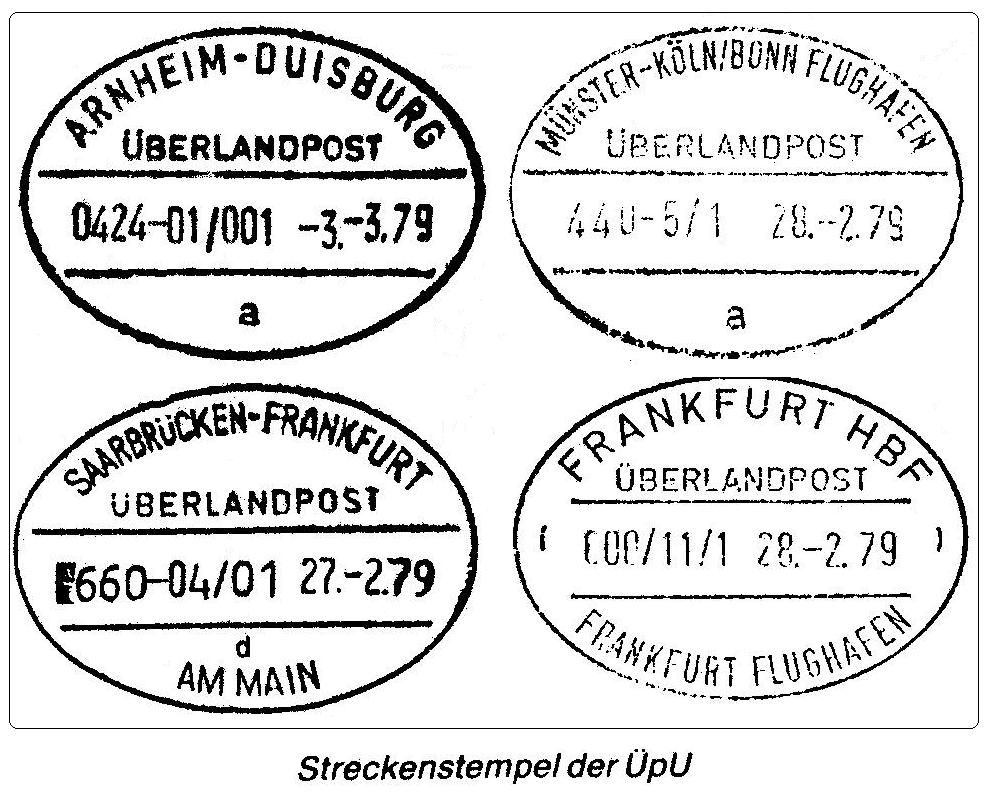
Streckenstempel

Straßenposten gab es seit dem 1. November 1889 in Berlin zur Verbesserung des Stadtbriefverkehrs. Die bei der Briefkastenleerung und den Annahmepostämtern eingesammelten Briefsendungen wurden auf der Fahrt zum Zustellpostamt bereits im Wagen sortiert. Am 1. April 1900 wurde dieser Dienst eingestellt.
Zwischen 1935 und 1939 wurden in Deutschland versuchsweise erneut Straßenposten mit oder ohne Umarbeitung gefahren. Die Briefe oder Postkarten, die in den Briefkasten am Wagen eingeworfen wurden, erhielten einen ellipsenförmigen Streckenstempel. Die Daimler-Benz-Busse übertrugen jede Bewegung auf die Postler; sie wurden daher scherzhaft von ihnen auch „Schüttelpost“ genannt.
Nach dem Kriege fuhr zunächst zwischen dem 20. März 1951 und dem 29. September 1962 eine Kraftkurspost zwischen Stade und Itzwörden. Im OPD-Bezirk Stuttgart wurde vom 1. Januar 1952 bis zum 27. September 1964 Post in einem Kraftpostwagen-Anhänger umgearbeitet. Es kam ein alter (1932) Zweizeilenwendestempel zur Anwendung.
Mit der Einführung des Nachtluftpostnetzes wurden auch neue Straßenposten eingerichtet. Nach einigen Versuchsfahrten wurden nach und nach Straßenposten planmäßig gefahren. Im Postkursbuch waren diese Strecken festgehalten. Zudem gab es Sonder ÜpU.
Im Postkursbuch hatte jede UPÜ hatte eine bestimmte Fahrplannummer. Die Nummer lag bis zum 30. Mai 1964 im Bereich der Zahlen 4001–8000. Nach der bundesweiten Einführung der vierstelligen Postleitzahlen wurde die dreistelligen Postleitzahl mit einer vorangestellten „0“ des betriebsführenden Postamtes genommen. (Z.B. 0440 für Münster)
Am 28. Mai 1988 traten die beiden letzten Überlandposten (ÜPU) ihre letzten Fahrten an.